# Sommer-Universiade 1959/Basketball
Bei der Sommer-Universiade 1959 in Turin wurden bei der ersten Ausgabe der Studentenweltmeisterschaften ein Bewerbe im Basketball ausgetragen, nämlich jener für die männlichen Studenten.

## Männerturnier
Platzierungen
| Platz | Nation           | Name |
| ----- | ---------------- | --- |
| 1     | Sowjetunion      | Mykola Bahlej Wladimir Fomitschef Wadym Hladun Oleg Kutusow Oleg Mamontow S. Prjachin Wladimir Stremoutschow Albert Waltin Alexander Wenediktow Jurij Wystawkin Trainer: Wiktor Rudakas                                    |
| 2     | Italien          | Franco Bertini Justo Bonetto Giorgio Borghetti Ezio Cernich Guido Carlo Gatti Marco Marchionetti Renzo Paoletti Gianfranco Pieri Sandro Riminucci Claudio Velluti Gabriele Vianello Cesare Volpato Trainer: Nello Paratore |
| 3     | Tschechoslowakei | |
| 4     | Ungarn           | Ferenc Beleznai Miklós Boháty József Faragó László Gabányi Ferenc Haris Ervin Keszey László Letek István Padányi György Pólik Gábor Sárközi István Tímár György Vajdovich                                                  |